# Hosznia Ordynacka (gromada)
Hosznia Ordynacka – dawna gromada, czyli najmniejsza jednostka podziału terytorialnego Polskiej Rzeczypospolitej Ludowej w latach 1954–1972.
Gromady, z gromadzkimi radami narodowymi (GRN) jako organami władzy najniższego stopnia na wsi, funkcjonowały od reformy reorganizującej administrację wiejską przeprowadzonej jesienią 1954 do momentu ich zniesienia z dniem 1 stycznia 1973, tym samym wypierając organizację gminną w latach 1954–1972.
Gromadę Hosznia Ordynacka z siedzibą GRN w Hoszni Ordynackiej utworzono – jako jedną z 8759 gromad na obszarze Polski – w powiecie biłgorajskim w woj. lubelskim na mocy uchwały nr 6 WRN w Lublinie z dnia 5 października 1954. W skład jednostki weszły obszary dotychczasowych gromad Hosznia Ordynacka i Kondraty ze zniesionej gminy Goraj w powiecie biłgorajskim oraz obszar dotychczasowej gromady Gilów ze zniesionej gminy Turobin w powiecie krasnystawskim w tymże województwie. Dla gromady ustalono 12 członków gromadzkiej rady narodowej.
1 stycznia 1960 gromadę zniesiono, włączając jej obszar do gromady Goraj w tymże powiecie.